# Урут
Уру́т, Urut (арм. ՈՒռուտ) — деревня в Лорийской области на севере Армении.

## География
Деревня Урут расположена в центре Лорийской области, возле границы Армении и Грузии, на предгорьях Сомхетского хребта, в средней части Малого Кавказа на высоте 1450 м. В 4 км от деревни находится средневековая Лорийская крепость, в период с 1065 по 1113 годы Лорийская крепость была центром армянского Лорийского (Ташир-Дзорагетского) царства.
Природный ареал имеет живописную структуру с характерными чертами Альпийских лугов, в деревни протекает горная река Урут. Над деревней возвышается горный хребет малый Лалвар, на склонах хребта присутствует лесной массив с преимущественным покроем хвойных пород деревьев, также присутствуют широколиственные породы деревьев. В скалистой части горного хребта обнаружены пещерные комнаты древнего человека, что свидетельствует о стоянке древнего человека.
Население Урута составляет 1 197 человек, в основном армяне. Расстояние между деревней Урут и городом Степанаван 6 км, между городом Ереван 146 км, между городом Тбилиси 162 км.
Название Урут сочетается с названиями древних городов-государств Ур и Урук, ведущее свое существование с 6-го тысячелетия до н. э. на южном Междуречье — Месопотамии.

## Известные уроженцы
Уроженцем деревни Урут является Халатян Вачаган Геворкович, кандидат педагогических наук, доктор философии, 1961 году разработал дактилологический армянский алфавит (алфавит пальцев, алфавит руки).

## Экономика
Население занимается сельским хозяйством: разведением крупного и мелкого рогатого скота, и домашних птиц. Выращиванием сельскохозяйственных культур и растениеводством, возделыванием картофеля, капусты, пшеницы и мн. др. В деревне есть школа. В 1988 году в Армении произошло землетрясение, село пострадало, жертв не было.

## Галерея

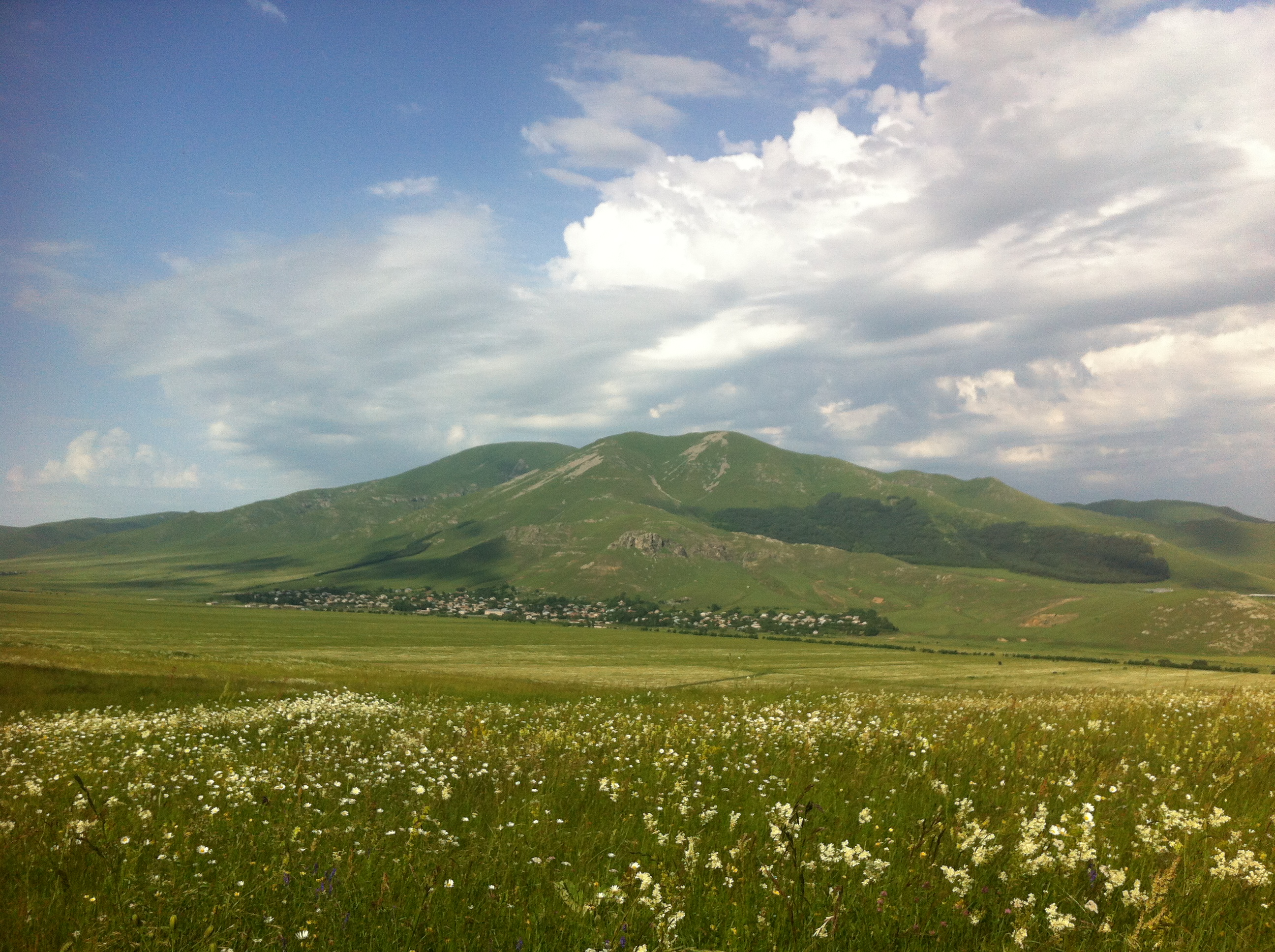
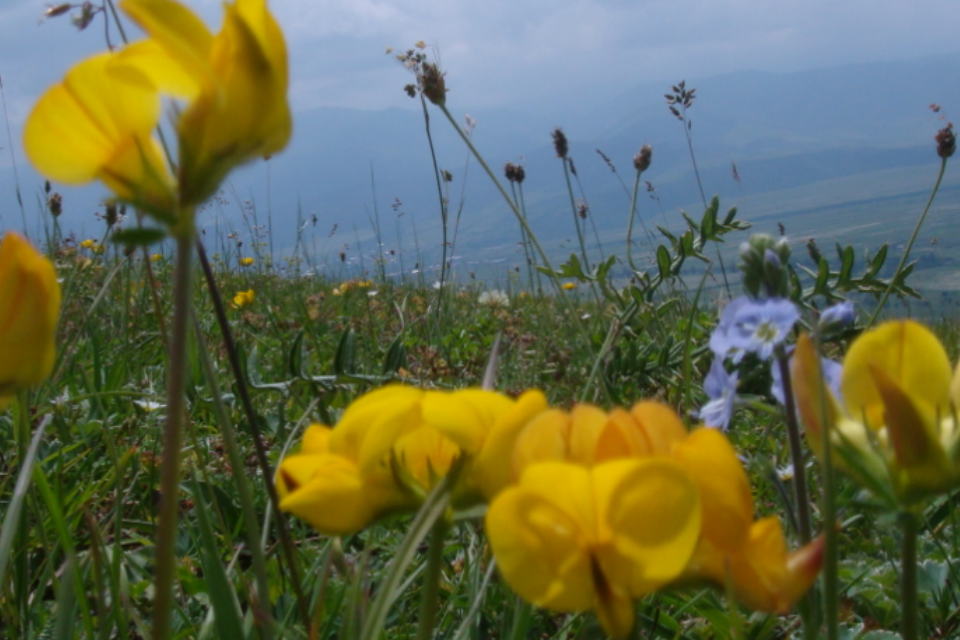
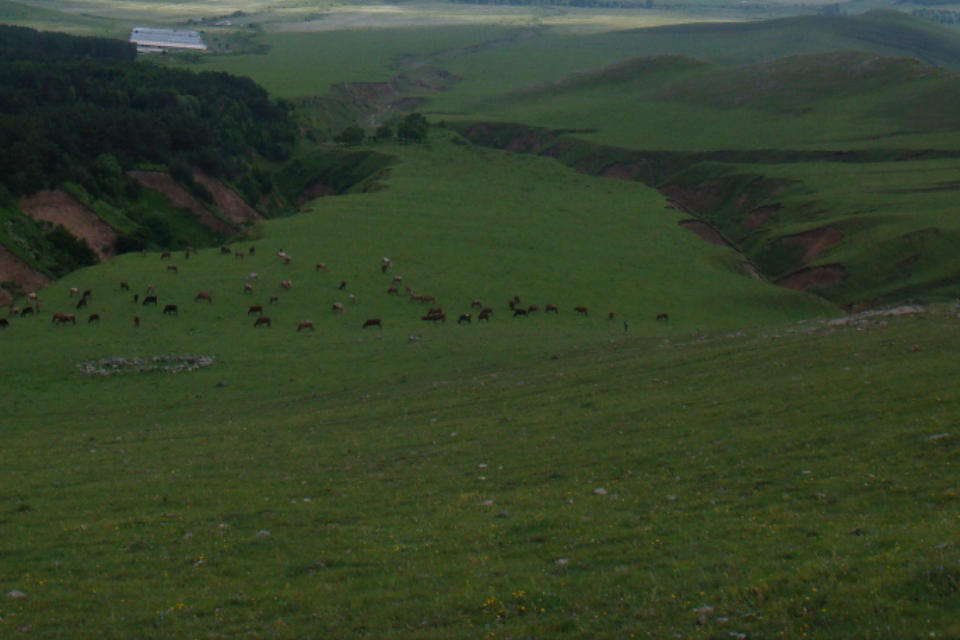
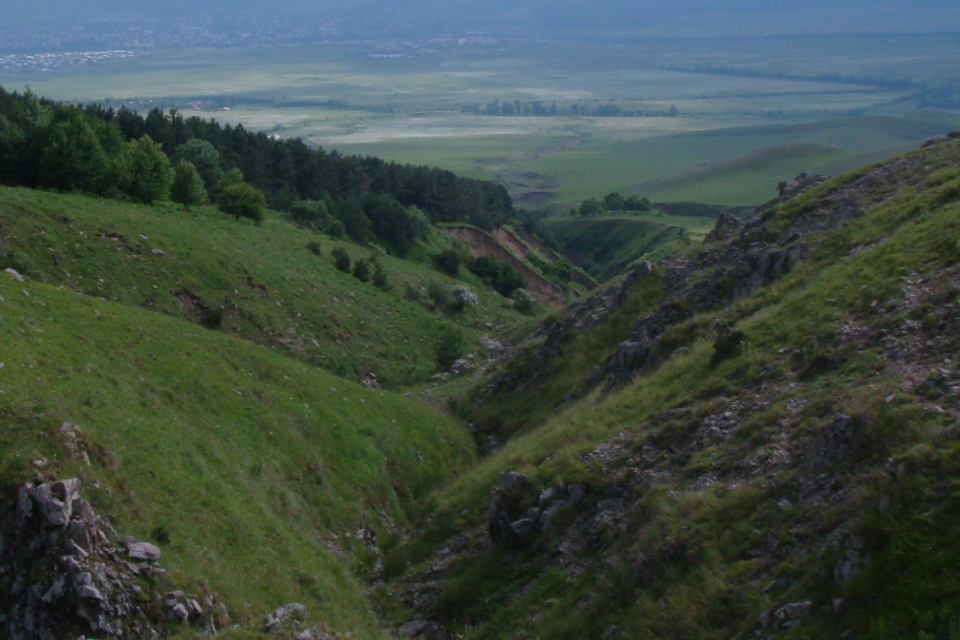
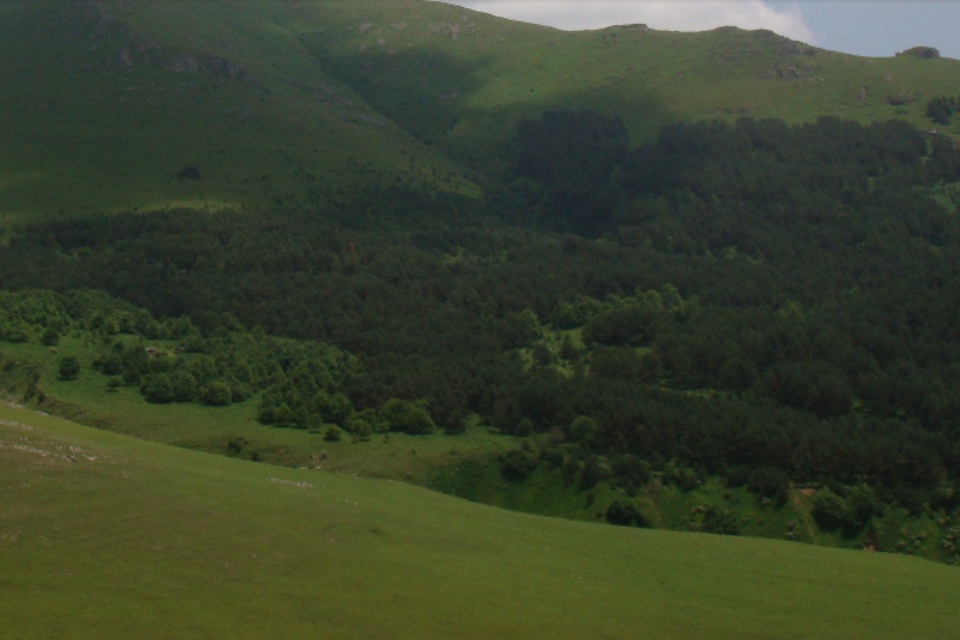
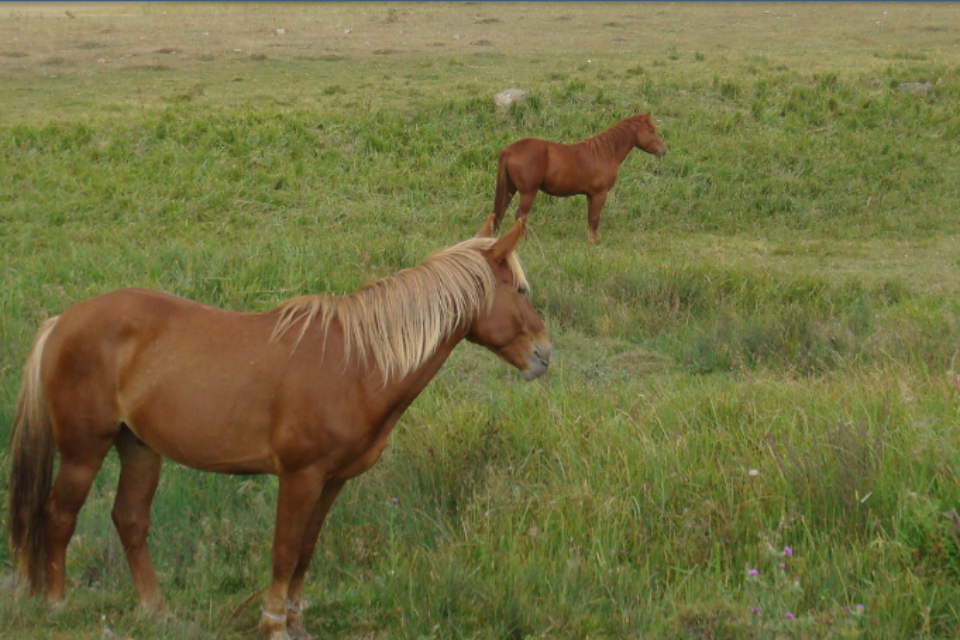
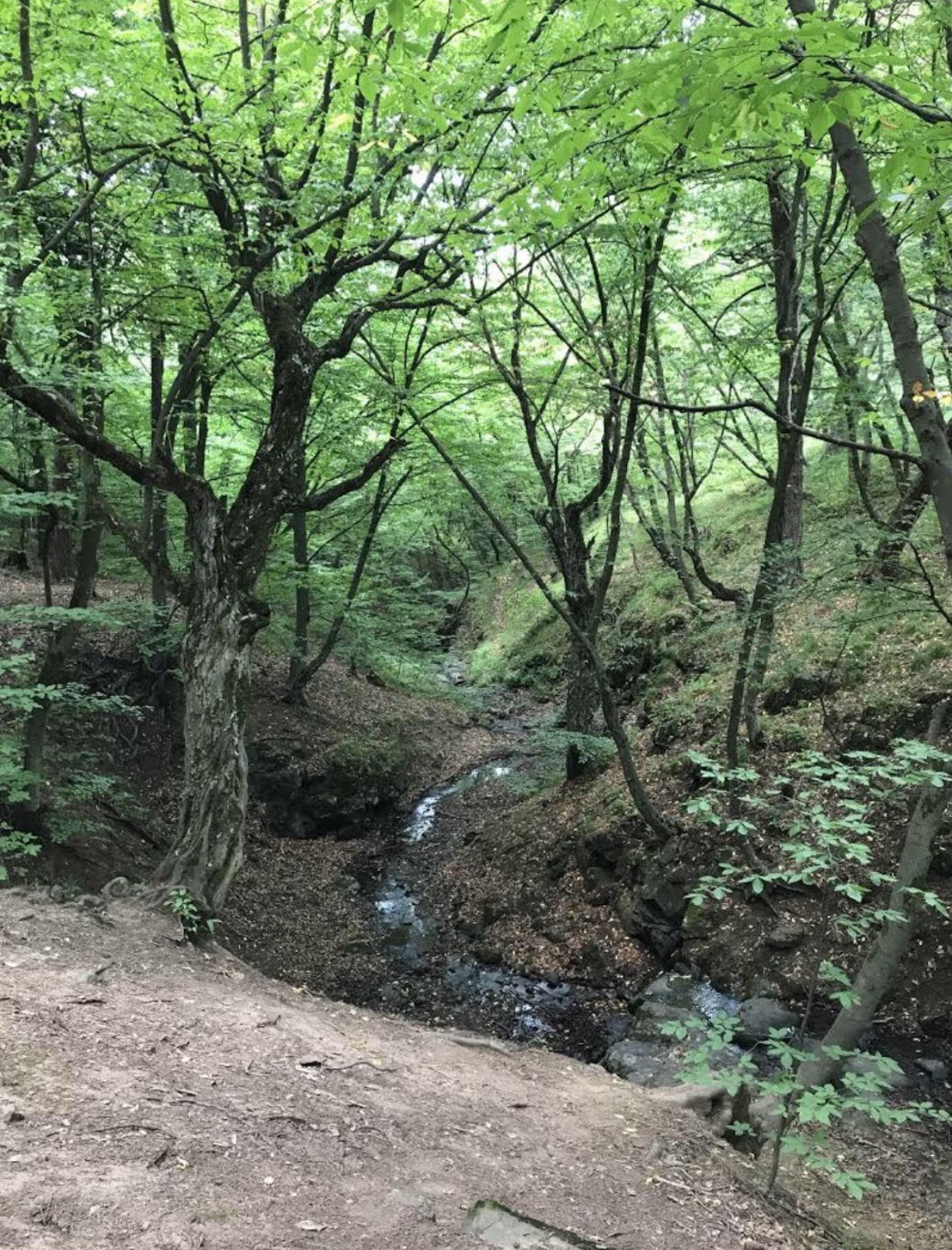
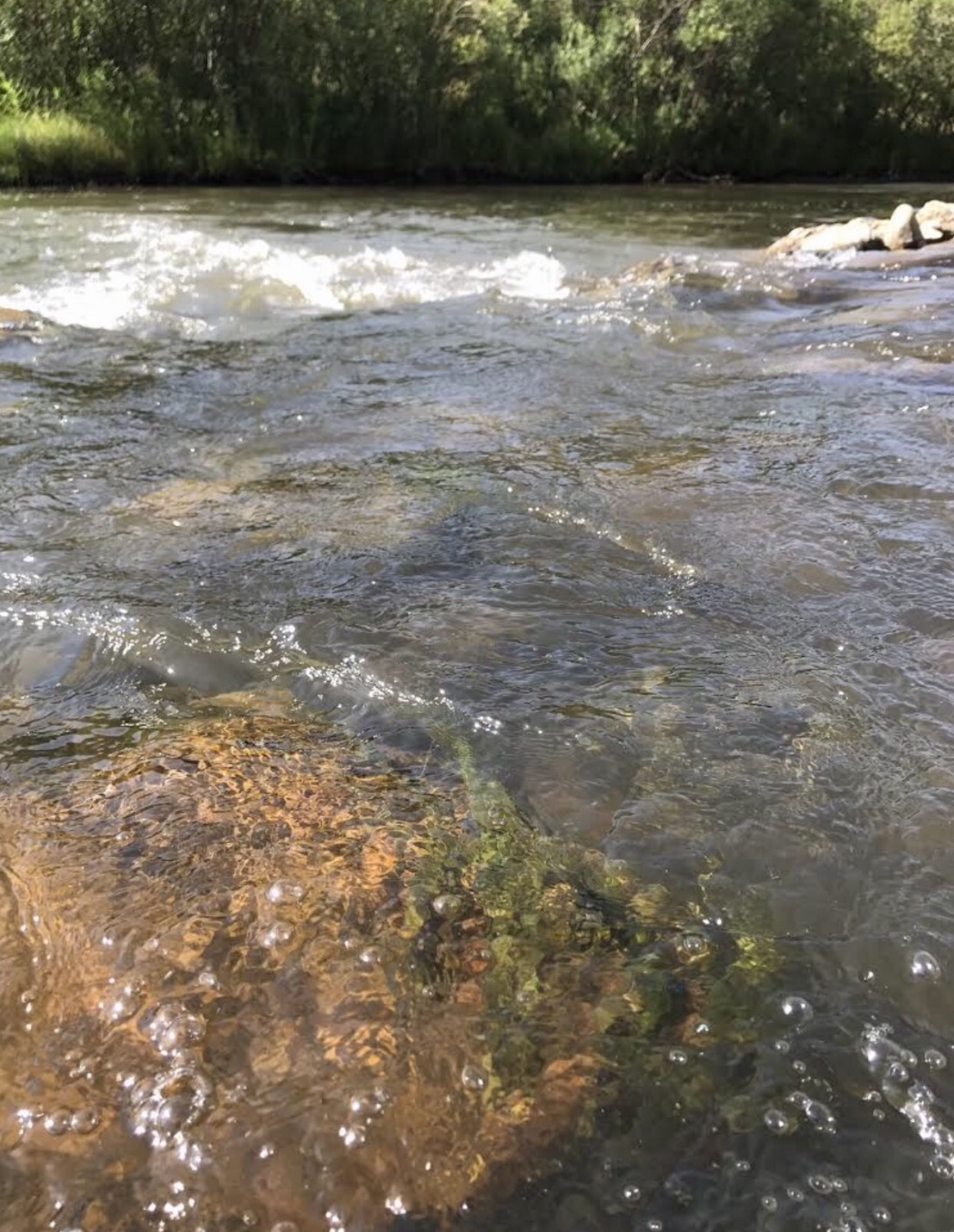
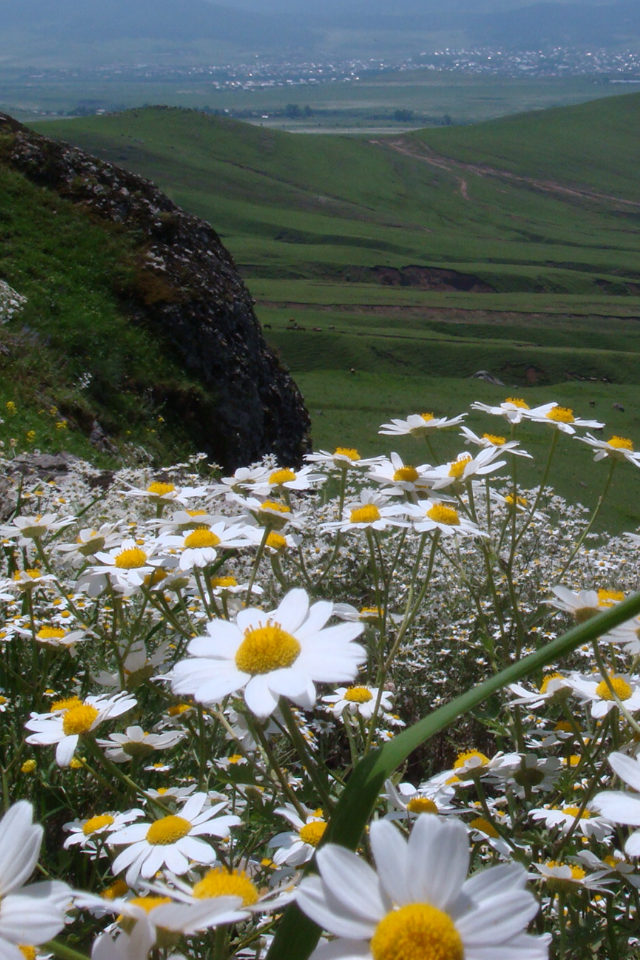
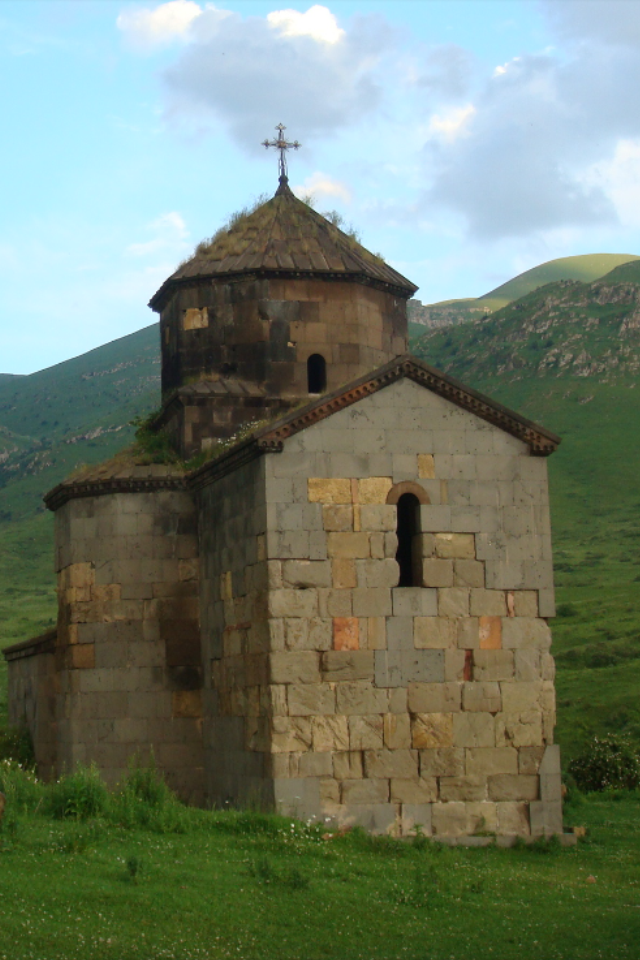